# Gottmadingen
Gottmadingen là một thị xã thuộc huyện Konstanz, bang Baden-Württemberg, Đức. Nơi đây nằm ở biên giới với Thụy Sĩ, cách Singen 5 km về phía tây nam và cách Schaffhausen 12 km về phía đông.